# Laposcsőrű víztaposó

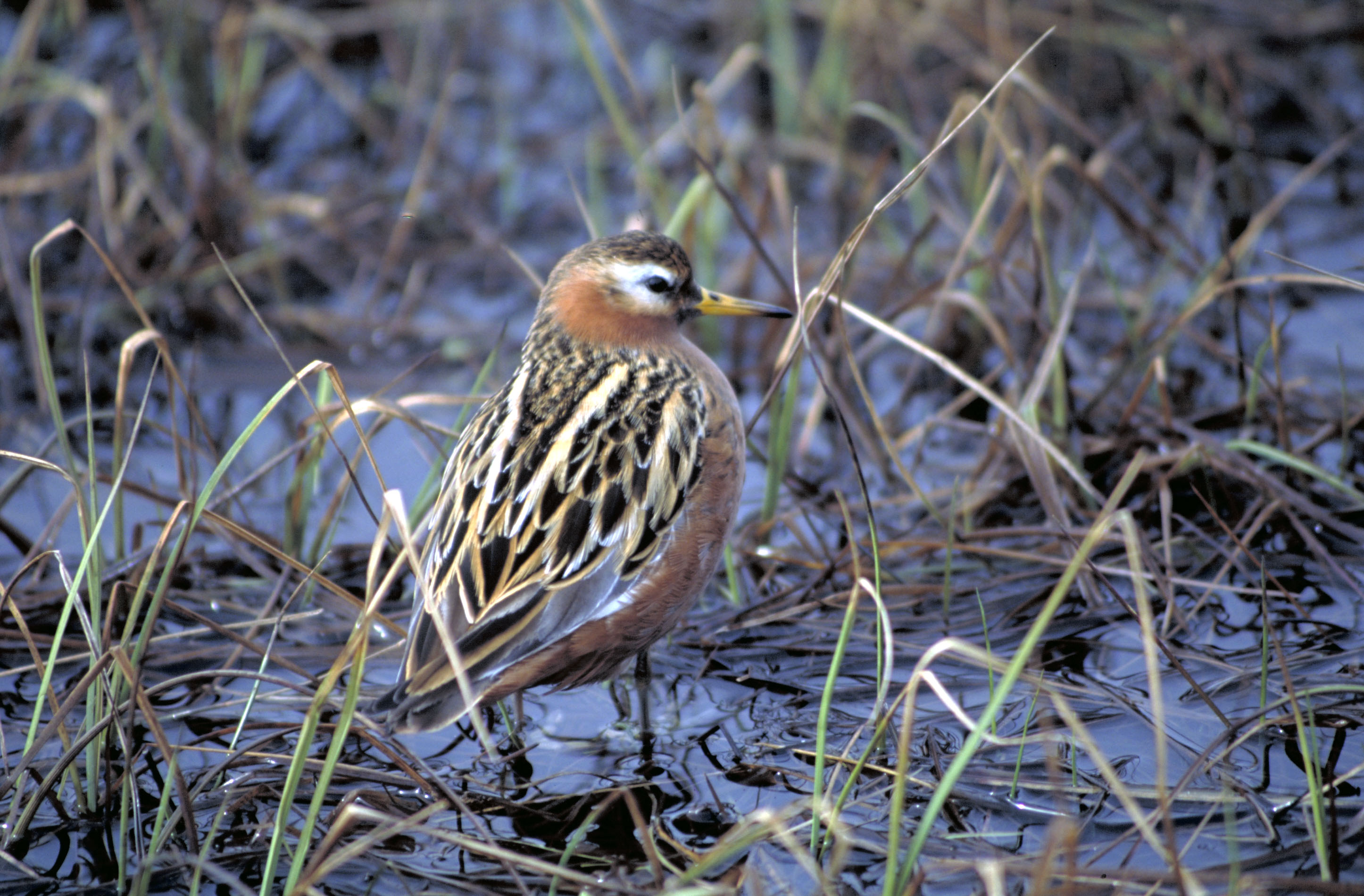

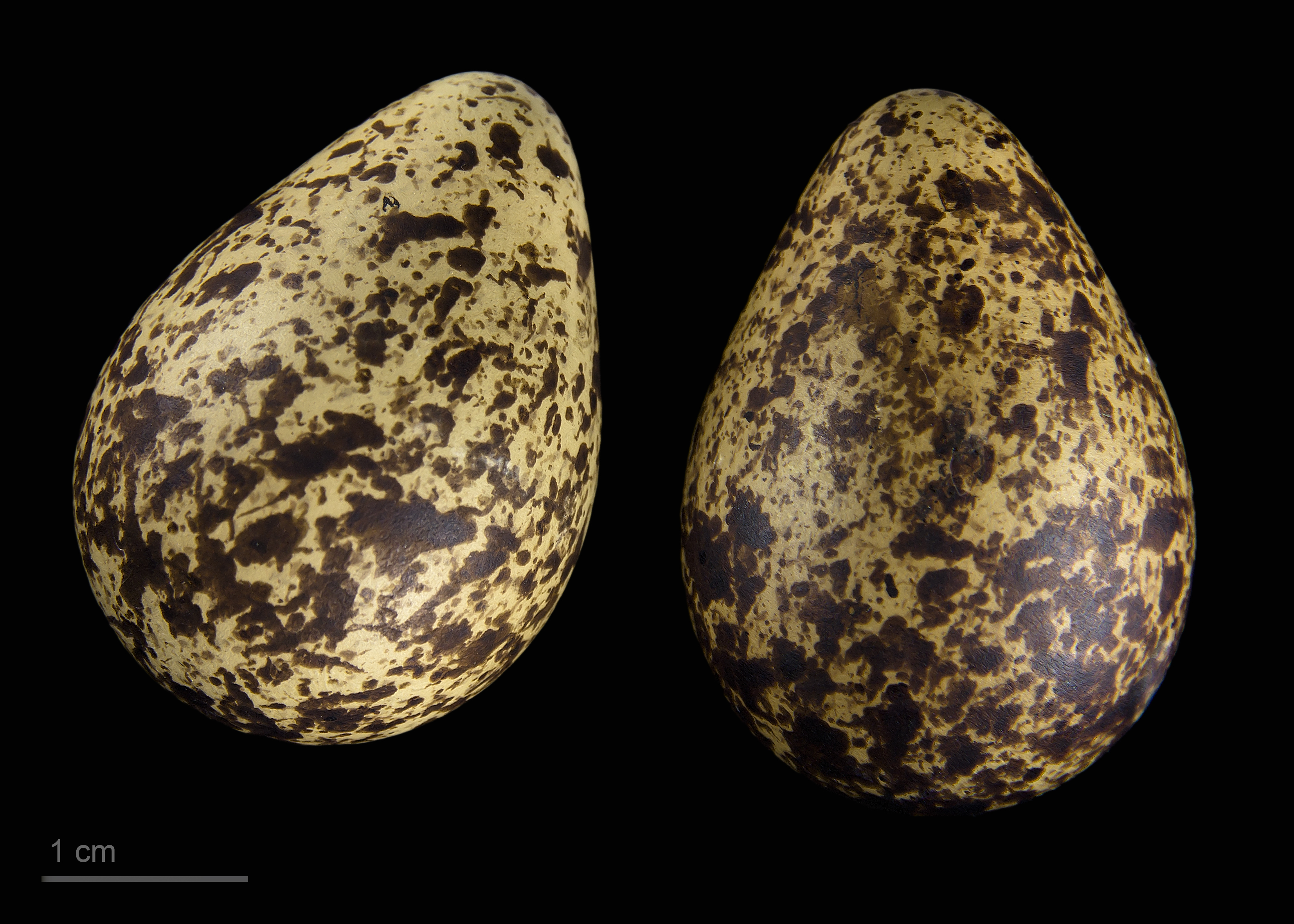
Phalaropus fulicarius

A laposcsőrű víztaposó (Phalaropus fulicarius) a madarak osztályának lilealakúak (Charadriiformes) rendjébe, ezen belül a szalonkafélék (Scolopacidae) családjába tartozó faj.

## Előfordulása
Grönlandon, Izlandon, Oroszország északi részén és Alaszkában fészkel.  Az Észak-Európai példányok a tengerpart mentén Afrika nyugati részére, a Szibériai és Észak-Amerikai példányok Dél-Amerikába, Chile partvidékére vonulnak. Mohás, füves tundrák, tavak és állóvizek, és lapos tengerpartok lakója.

## Megjelenése
Átlagos testhossza 20–22 centiméter, szárnyfesztávolsága 40–44 centiméteres, testtömege pedig 40–75 gramm.

## Életmódja
Vízi rákfajok, puhatestűek, lárvák, moszatok és mohák zöld részei alkotják a táplálékát. A sekélyebb vizeket felkavarva keresi zsákmányát.

## Szaporodása
Általában a hím foglalkozik az utódgondozással, a tojó csak nagyon ritkán. Fészekalja 4 tojásból áll, melyen a hím kotlik 23-24 napig. A kikelt fiókák fészekhagyók.

## Kárpát-medencei előfordulása
Magyarországon ritka alkalmi vendég. 1904-ben Gutoron Kunszt Károly, 1931-ben Mohácson Friedrich Oszkár lőtt belőle egy-egy példányt.

## Védettsége
Magyarországon védett, természetvédelmi értéke 25 000 forint.